# MADI Múzeum, Sobral
Brazil kortárs képzőművészeti múzeum Sobralban, amelynek gyűjtőkörébe MADI alkotások tartoznak. Hivatalos portugál neve Museu MADI Sobral.

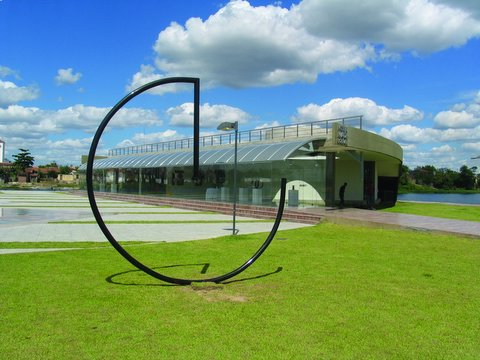
MADI Museum, Sobral/Bolivar szobra

Sobral Brazília Ceará államában található, Fortalezától 235 kilométerre. A térség második legnagyobb városa. Turistaparadicsom és arról nevezetes, hogy Albert  Einstein tudós-csoportja itt vizsgálta az 1919-ben bekövetkezett teljes napfogyatkozást.
A gyűjtemény létrehozásának és a múzeum megalapításának ötlete a Párizsban élő brazil művésztől, Jaildo Marinho-tól származik. Ő kereste meg a sobrali városvezetést és szervezte meg az adományozást a város számára. A városvezetés elfogadta a több, mint 100 rajzból, festményből, objektből és szoborból álló felajánlást, melyet a világ minden tájáról küldtek a MADI művészek, és vállalta a múzeumi épület felépítését, a működési költségek biztosítását, valamint a szoborpark folyamatos gyarapítását.
A megnyitó ünnepségre 2005. július 5-én került sor, a beszédet Leonidas Cristino polgármester tartotta. Maga az épület is különös MADI alkotás, hajóformájú kecses betonépület az Acaraú folyó partján, homlokzatát üveg borítja. Az épület körüli szoborparkban a megnyitóra három nagyméretű szobrot helyzetek el, Bolivar, Jaildo Marinho és Emanuel Araujo alkotásait. A szoborpark folyamatosan bővül. A múzeum építésze Campelo Costa, első igazgatója pedig José Guedes volt. A megnyitón a MADI magyarországi csoportja képviselőjeként részt vett Saxon-Szász János és Dárdai Zsuzsa. A megnyitóról Jean Branchet, a francia MADI mozgalom egyik vezetője és Dárdai Zsuzsa írt beszámolót a MADI Art Periodical No7 számában. Előbbi francia, utóbbi magyar nyelven.
A sobrali múzeum a MADI Múzeum, Dallas és a Nemzetközi Mobil MADI Múzeum mellett egyike a világ legnagyobb MADI gyűjteményeinek. 

## Külső hivatkozások
- A múzeum Sobral honlapján